# 庫萊布拉島
庫萊布拉島（直译：蛇岛）是波多黎各的島嶼，位於加勒比海，屬於小安地列斯群島的一部分，面積30.1平方公里，主要經濟活動是旅遊業，島上有機場設施，2000年人口为1,818人。

## 外部連結
- Culebra National Wildlife Refuge （页面存档备份，存于）（英文）
- Map with barrio boundaries[永久]（英文）
- Culebra Island Newspaper（英文）